# 岡山弁
岡山弁（おかやまべん）は、岡山県で話されている日本語の方言である。

## 概要
岡山弁は、山陽方言の範囲の南東端に当たり、広島県東部（旧備後国）の備後弁と共に「東山陽方言」に属する。基本的なアクセントは内輪東京式。断定の助動詞（コピュラ）は「じゃ」が主で、理由の接続助詞に「けえ」「けん」が使われる。連母音の融合が盛んである。
県内の方言は令制国(旧国)ごとに備前（東南部）、備中（西部）、美作（東北部）に分類され、「布・綿などの焼けるにおい」がヤクサイ（備前）／カッコ―クサイ・カコクサイ・カクサイ（備中）／クギクサイ，ヒナクサイ（美作）、「にわか雨」がソバエ（備前）／サブリ（備中）／キタケ（美作）のように三地域対立分布の様相を呈す語句もあるが、県内の地域差はさほど大きなものではなく、備前、備中、美作の旧国域に対応して緩やかな差が認められる程度で、これらの間に明確な境界を引くことはできない。また、備中地方でも井原市・笠岡市（井笠地方）など備後福山藩であった地域では「山ぶどう」がガラビ（井笠地方を含む備後圏域）／ガーブ（井笠を除く岡山県の大半)／ガンビ（兵庫県境付近など）、「秋ぐみ」がアサダレ（井笠地方を含む備後圏域）／アサドリ（井笠を除く岡山県の全域）など語彙などの面から井笠地域と連続する備後圏域としてのまとまりが認められ広島県側と共通の備後弁（福山弁）とされる。その他に兵庫県との境界部（近畿方言）、古くから海上交易の拠点となった真鍋島（真鍋式アクセント）など一般的な岡山弁とは異なる地方がある。
岡山弁のアクセントは、共通語と同じ東京式アクセントの体系を持っている。兵庫県境（船坂峠など）を東へ越えると、近畿方言の播州弁の地域となり、アクセントも京阪式に変化する（ただし播州西部は主流京阪式ではなく垂井式アクセント）。また、南の瀬戸内海の香川県境を越えると四国方言の讃岐弁の地域となり、アクセントも東京式から讃岐式（京阪式の変種）に変化する。

### 分類
- 中国方言
  - 山陽方言
    - 東山陽方言（吉備方言）
      - 岡山弁
      - 福山弁

## 音声・音韻・アクセント
岡山弁では母音の無声化はほとんど起こらない。無声化は主に東日本で盛んであり、岡山弁を含む西日本では起こりにくい。
また、ガ行鼻濁音はなく、破裂音[ɡ]で発音される。共通語や東日本方言などで、語中・語尾のガ行子音[g]を鼻にかかった音[ŋ]で発音することをガ行鼻濁音というが、岡山弁を含む中国・四国・九州ではほとんど鼻濁音を用いない。
備前・備中には「せ」「ぜ」の音声としてシェ・ジェという発音が存在している。

### 連母音融合
母音（a, i, u, e, o）が連続する部分を連母音という。岡山弁では連母音が現れると、その部分が融合し母音の長音に変化する場合がある。以下は岡山市における連母音融合の主なパターン。
- [ai] [ae] → [æː] [jæː] [eː]
  - 長い（nagai）　→　 ナゲー（nageː）　
  - ちょうだい（choudai） →  チョーデー（choːdeː）
  - お前（omae） →  オメー（omeː） .... etc
  - [æː]はアとエの中間音の長音で、高齢層で聞かれる。[æː]は備前・備中に広く存在する発音で、美作には元来無かったが現在はこの発音がある。岡山市などの若年層では[eː]になる[1]。
- [oi] [oe] → [eː]
  - 青い（aoi） →  アエー（aeː）
  - すごい（sugoi） →  スゲー（sugeː） .... etc
- [ui] → [iː]
  - 暑い（atsui） →  アチー（achiː）
  - きつい（kitsui） →  キチー（kichiː） .... etc

固有名詞について母音の長音化が行われる例は少ない。ただ、高齢層においては「生産物名」「地名」「歴史上の人物および芸歴の長い芸能人の名前」など、「生活において使用が一般化されている固有名詞」を長母音化させる人も多い。一般人の人名については高齢者でも長母音化させることは少ない。そのため「使用頻度の多い音節に対して、滑舌の使用頻度を下げ、疲労を軽減させ発語の速度を上げるための変化」とも言える。

### アクセント
アクセントは大半の地域で内輪東京式、新見市周辺で中輪東京式である。
東京式アクセントの地域でも、県南部および北東部では「昼」「夏」「冬」が「ひる」のように頭高型（最初が高い）になる。
東京のアクセントでは、三拍形容詞は平板型になるもの（あかい）と中高型になるもの（しろい）の2種類がある。岡山県でも高齢層にはこの区別があるが、南西部（岡山市、笠岡市、旧勝山町・落合町を結ぶ三角形の内側）と兵庫県に接する南東部では、若年層においてどちらも中高型（あかい）になっている。東京式アクセントでは第一類の語（赤い、軽い、暗い、など）は平板型、第二類の語（白い、高い、近い、など）は中高型になる地域がほとんどであるが、名古屋・岐阜県・兵庫県北部などではすべて中高型に統一されている。一方、岡山県でも美作では若年層にも区別がある。
なお、岡山県内のうち、次の地域は東京式アクセントではない。真鍋島では一音節語は長音化する。
- 真鍋島式アクセント – 笠岡市真鍋島
- 京阪式アクセント – 倉敷市下津井
- 東京式と京阪式の中間
  - 玉野市向日比
  - 備前市日生町寒河
  - 備前市三石

## 文法

### 活用
岡山市の活用表を示す。
| 動詞   | 動詞   | 未然                 | 連用               | 終止             | 連体   | 仮定       | 命令         | 進行態     |
| ------ | ------ | -------------------- | ------------------ | ---------------- | ------ | ---------- | ------------ | ---------- |
| 五段   | 読む   | よま-ん、よもー      | よみ-ます、よん-だ | よむ、よまー     | よむ   | よみゃー   | よめ、よめー | よみょーる |
| 上一段 | 起きる | おき-ん、おきゅー    | おき-ます、おき-た | おきる、おきらー | おきる | おきりゃー | おきー       | おきゅーる |
| 下一段 | 受ける | うけ-ん、うきょー    | うけ-ます、うけ-た | うける、うけらー | うける | うけりゃー | うけー       | うきょーる |
| カ変   | 来る   | こ-ん、こー          | き-ます、き-た     | くる、くらー     | くる   | くりゃー   | こい         | きょーる   |
| サ変   | する   | せ-ん、しょー、さ-す | し-ます、し-た     | する、すらー     | する   | すりゃー   | せー         | しょーる   |
| ナ変   | 往ぬる | いな-ん、いのー      | いに-ます、いん-だ | いぬる、いぬらー | いぬる | いぬりゃー | いねー、いね | いにょーる |

- 未然形の2つ目は、「書こう」「起きよう」などにあたる形であるが、岡山弁では意志・勧誘だけでなく、推量の用法でも用いる。上一段動詞の未然形は「起きゅー」のようにウ段拗音の形をとるが、まれに「起きょー」のようにオ段になることがある[1]。
- 連用形の2つ目は「て」「た」「とる」が付く場合を表す。共通語と異なる点は、ワ行五段動詞がウ音便になること（洗う→あろーた）、サ行五段動詞がイ音便になること（出す→だいた、でーた）である。
- 進行態は、動作の進行を表す形で、共通語の「～ている」に当たる（#アスペクトの区別を参照）。五段動詞は「書きょーる」「飲みょーる」のような形を取るが、ワ行五段動詞には「よーる」を付ける（買う→かよーる）[1]。上一段動詞の進行態は「起きゅーる」のようにウ段拗音の形をとるが、まれに「起きょーる」のようにオ段になることがある[1]。下一段動詞は「食びょーる」のような形を取る。ただし「-える」で終わる下一段活用動詞は、「え」を省略して「-よーる」を付ける場合もある（考える→かんがえよーる、かんがよーる）。
- 二つ目の終止形（「よまー」など）は、「読むわ」のように「わ」の付いた形が融合したもので、詠嘆を表す[4]。
- 岡山弁にはナ行変格活用の「いぬる」「死ぬる」が残っている。これらは「いぬ」「死ぬ」というナ行五段活用にもなる[1]。

| 形容詞 | 未然       | 連用形                                   | 終止・連体 | 仮定         |
| ------ | ---------- | ---------------------------------------- | ---------- | ------------ |
| 赤い   | あかかろー | あこー-て、あかかっ-た、 あかかり-そーな | あかい     | あかけりゃー |

連用形のうち「-かり」の形は、「そーな」を付けて使う。また、動詞と同じく推量の用法で未然形を用いることが盛んにある。
| 形容動詞 | 未然           | 連用形                               | 終止                                            | 連体     | 仮定       |
| -------- | -------------- | ------------------------------------ | ----------------------------------------------- | -------- | ---------- |
| 静かじゃ | しずかじゃろー | しずかで、しずかに、 しずかじゃっ-た | しずかじゃ、しずかじゃー、 しずかな、しずかなー | しずかな | しずかなら |

中国方言ではよくある事だが、形容動詞の終止形に「-な」の形がある。これに伴い、「静かなじゃろー」（＝静かだろう）、「静かなかろー」（＝静かだろう）、「静かなかりそーな」（＝静かだそうだ）、「静かなけりゃー」（＝静かならば）のような活用を用いることがある。また、2つ目の連用形も、「静かになる」のような共通語と同じ使い方もあるが、「静かにあった」（＝静かだった）、「静かにあろー」（静かだろう）という活用で用いることがある。

### 名詞の曲用
岡山弁では、格助詞「は」「を」「に・へ」は前の名詞と融合して発音される。これを名詞の曲用と見ることもできる。
表現の例
- 花は → はなー（hanaː）
- 花を → はなー（hanaː）
- 花に・へ → はねー（haneː）
- 月は つきゃー（tsukyaː）
- 月を → つきゅー（tsukyuː）
- 月に・へ → つきー（tsukiː）
- 水は → みざー（mizaː）
- 水を → みずー（mizuː）
- 水に・へ → みじー（miziː）
- 酒は → さきゃー（sakyaː）
- 酒を → さきょー（sakyoː）
- 酒に・へ → さけー（sakeː）
- ここは → こかー（kokaː）
- ここを → ここー（kokoː）
- ここに・へ → こけー（kokeː）

### アスペクトの区別
共通語においては、動作の進行を表す相（アスペクト）と完了や経験などのほかの相、いずれの場合でも同じ「-（し）ている」と表現する。例えば、進行相に「今ラーメンを食べている」、完了後の結果の継続にも「窓が開いている」、経験に「太郎は3回ハワイに旅行している」を用いる。しかし岡山弁を含め中国方言や四国方言、九州方言では進行相と完了相その他とに対してそれぞれ別々の表現をするのが普通であり、岡山弁では前者を「-ょーる（ゅーる）」、後者を「-とる」で表現して区別する。したがって先ほどの例は「今ラーメン食びょーる」「窓が開いとる」「太郎は3回ハワイ（ん）旅行しとる」となる。
相に関するこれら2種の違いにより意味がはっきりと異なる文例を次に示す。
A: 「今朝起きてなんかさみー思うて外見ょーったら、雪降りょーったけえおどれーたわ」
B: 「今朝起きてなんかさみー思うて外見ょーったら、雪降っとったけえおどれーたわ」
これらを共通語に直訳すると、どちらも「今朝起きて、何か寒いと思いながら外を見ていたら、雪が降っていたので驚いたよ」となるが、実のところ A と B では意味が異なる。A は進行相の文であり、話者が外を見た正にその瞬間に空から雪が降っているさまを表している。しかし B からは、外を見た瞬間空には雪が降っていたか止んでいたかは読み取れず（とはいえ、聞き手には既に止んだものと捉えられることも多い）、むしろ既に雪が降っていたために外を見たときには雪が降り積もっていたというところに意味の重点を置いた文であり、完了の1つ、動作の結果による状態の継続を表す相である。
もう1つ文例を挙げる。
A: 「見てみ! ゴキブリが死にょーるで!」（現在:見て! ゴキブリが死にょーるで!）
B: 「見てみ! ゴキブリが死んどるで!」（現在:見て! ゴキブリが死んどるで!）
A の「死にょーる」は進行相をあらわす表現であり、「死んでいる」と共通語に訳すことはできない。「死ぬ」は一瞬の状態の変化を表す動詞の1つであり、意味上「食べる」「踊る」のように動作の継続をも表しうる動詞ではない。こういった動詞が共通語の「-ている」に結び付く場合、一瞬の変化の完了（状態の継続）と捉えるのが自然であって、一瞬の変化が進行中であると捉えるのは難しい。そのような動詞に対し「死にょーる」のように進行相の形にしたとき、状態の変化が今まさに進行中であることを示し、共通語の「死にかけている」「死につつある」という意に相当する。発言した瞬間にはまだ死んではいないが、いまにもすぐに命のともし火が消えそうな状態をさす。同様に、「もうちょいで崖からおちゅーった」は「もう少しで崖から落ちるところだった」の意である。それに対し B は完了相であり、直訳文の文字通り「既に死んでいる、死んだ」ことを表す。
ただし、「-とる」が進行を意味することもときにある。例えば、
母: 「なんかやかましーけど、ホンマに宿題しょーん?」（なんか騒々しいけど、ホントに宿題してるの?）
子: 「んー? 今やっとるとこー」（んー? 今やってるところ）
上例の「今やっとる」とは「今やりつつある」の意味であり、この場合「やっとる」を「やりょーる」と言い換えることもできる。ただし、「やりょーる」が動作そのものが進行中であることを示すのに比べて、「やっとる」は「さっきからずっとやっている」というように、ある程度前の時間から現在（発言した時点）まで動作が継続している状態であるというところに重点を置いた文であり、普段意識されないほどにわずかではあるが、ニュアンスが異なる。

### 助動詞
「じゃ」
岡山弁では、共通語の「だ」にあたる断定の助動詞に「じゃ」を用いる。岡山弁の特徴の一つである。「じゃ」は西日本方言に広く見られるが、特に岡山を含む山陽地方で多く使われる。過去は「じゃった」、推量は「じゃろー」であるが、美作から備前東部にかけては、これら以外に「だった」「だろー」も用いている。
打ち消し
動詞の打ち消しは「-ん」を用いる。「-なかった」にあたる過去打ち消しは県内全域で「行かなんだ」のように「-なんだ」を用いるが、備中地方では「行かざった」のような「-ざった」も用いられる。
使役「-す」「-さす」
使役（-させる）は、「-す」「-さす」を用いる。
尊敬「-てじゃ」
「来（き）てじゃ」のように、「連用形＋て」で尊敬を表す（厳密には助動詞ではない）。「じゃ」は上述の断定の助動詞なので、「て」が敬意を表している。過去形は「-てやった/ちゃった」で、近畿地方の播州弁・丹波弁・舞鶴弁でも同様の表現がある。美作地方では使われていない。（例）「先生が言うてやった/言うちゃった」
「-まい」
打ち消し意志・打ち消し推量（-ないでおこう、-ないだろう）に「-まい」を用いる。美作地方では用いられていない。
命令表現
「-しろ」は「-せー」だが、若干丁寧な「-してください」「-しなさい」を意味する命令表現になると令制国(旧国)によって異なっている。備前地方においては「-せられー」、備中地方においては「-しねー」、美作地方においては「-しんちゃい」「-しんちぇー」「-しんさい」などと言う。
| 備前       | 備中     | 美作         |
| ---------- | -------- | ------------ |
| ○○せられー | ○○しねー | ○○しんちゃい |

### 助詞
「けー」「けん」
理由・原因の「（だ）から」を「（じゃ）けー」「（じゃ）けん」と表現する。「故に（けに）」に由来する語で、中国方言の特徴である。空間・時間などの起点などを表す「から」の方は、「けー」「けん」とはならない。
例: 「たかしが東京からおみやげーステーキぎょーさんこーてけーってきたけー、こんしょーがつぁーくいもんには困らんじゃろーで」（たかしが東京からお土産にステーキをたくさん買って帰ってきたから、この正月は食べ物には困らないだろうなあ）
「と」抜き
日常会話において引用の助詞「と」が省略される傾向が強い。「と」を抜く代わりに「ゆうて」を用いることもある。
共通語・・・「明日までにちゃんとやる」と言ったでしょ?
岡山弁・・・「明日までにちゃんとやる」言うたじゃろ?
共通語・・・「たぶん許してくれる」と思った。
岡山弁・・・「たぶん許してくれる」思うた。
「な」「なあ」「の」「のお」
共通語の「ねえ」に当たる助詞は、「な・なあ」「の・のお」がある。「の・のお」は男性の高齢層に多く、若年層や中高年層ではあまり使われない。また、女性で用いられるのは一部の高齢層など少数である。
例：「これがな、この前できたビックカメラなんじゃ」「ホンマじゃ、でーれーでけえなあ」
「が」
「が」を文末で用いる。「〜じゃないか」「〜よ」などの意味を持つ。「がん」とも。
例：「今しょーるが／しょーるがん」（今やっているじゃないか）
例：「ええが／ええがん」（いいじゃないか）

### 動詞
ら抜き・れ足す
岡山弁では、いわゆる「ら抜き言葉」「れ足す言葉」が話される例が散見され、東海地方や他の中国・四国地方と同様に、昨今 日本語の乱れとして取り沙汰されるよりも以前から常用されていたとされる。「れ足す」は、日本語の文法上、本来「れ」を挿入する必要が無い五段活用動詞の可能動詞に「れ」を足して言うというものである。中でも、否定表現において顕著である。一方で、可能動詞の無い動詞（上一段活用・下一段活用・カ行変格活用）には、日本語の文法上、本来は可能の助動詞「られる」を付けるべきところを、「ら抜き」にすることが多く、前者と合わせて、可能を表す表現を全て「れる」で言おうとする傾向がある。具体的には、音の上では同じ「かける」という語で比較すると、「書く」の可能動詞は「書ける」であるが、これを「書けれる」（この場合「れ」は不要）と言い、可能動詞の無い「掛ける」についても「掛けれる」（この場合「ら」が必要）と言う、といったものである。否定の場合は、日本語の文法上、それぞれ「書けない」「掛けられない」となり、口語としては「書けん」「掛けられん」になるはずであるが、これが「書けれん」（＝れ足す）、「掛けれん」（＝ら抜き）になる、というものである。

## 語彙
岡山弁の語彙には次のようなものが挙げられる。地域によって使用する・しないものがある。

### 動詞
- おらぶ - 大声を出す。大声で呼ぶ。古語に由来する。美作地方では使われない。
- もげる - 壊れる、調子が悪くなる。高音域にチャレンジしたが、ハイトーンが出なかったときにも使われる[7]。
- いらう - 触る、弄る
- めぐ/めがす（他動詞） 、めげる（自動詞） - 壊す（他動詞）、壊れる（自動詞）。（例）「この時計、めげとる。（この時計が壊れている）」「誰がめいだんなら？/誰がめがした？（どちらも「誰が壊したの？」）」「めぐな（こわすな）」。播州弁や他の中国方言にも同様の表現がある。稀に、転じて「両替する」の意。
- いらいめぐ - いらう+めぐを合わせた言葉で、直そうとして前以上に物を悪くした場合に使われる。美作地方では使われない。
- いごいごする - （小さい子などが）うろちょろとする、手悪さなどする。美作地方では使用されない。（例）「いごいごせんで、じっとせられえ」（うろちょろしないで、じっとしなさい）。
- ちばける  - ふざける。「ちゃーける」とも言う（美作地方では言わない）。
- ごうがわく - 腹が立つ。出雲弁、播州弁にも同様の表現がある。美作地方では使われない。
- けなりがる  - 羨む、妬む。美作地方では使われない。
- いがる - 大声を出す。
- にがる  - お腹等首から下がとんでもなく痛い状態を指す動詞。（例）「今日は腹がにがっておえん」
- まくばる - (均等になるように)配る、分ける。播州弁にも同様の表現がある。美作地方では使われない。
- とらげる  - 1.しまう、片付ける、元の位置に戻す。 2.（人から物などを）取り上げる。美作地方では使われない。
- かる - 借りる。古語形が保存されている例であり、共通語と同じ「借りる」も使われるが、注意すべきは「借りた」を「かった」などと言うことである。
- ぞぞけがたつ - 鳥肌が立つ。悪寒がする。播州弁にも同様の表現がある。美作地方では使われない。
- いごく - 動く。
- うがす、うげる - 剥がす、剥げる。美作地方では使われない。 （例）「その紙うがさにゃーおえん」（その紙を剥がさないといけない）
- ぶりゅー（ぶりを）つける - 勢いをつける。美作地方では使われない。 （例）「かなりぶりゅーつけにゃあその川飛び越えれんで」
- かやる、けーる、かえる - 倒れる。ひっくり返る。美作地方では使われない。
- けっぱんづく - つまづく。蹴つまづく。（例）「石段とこでけっぱんじーてひざーすりむいて（すりみーて）しもーた」
- あましをくう - 勢いあまる。美作地方では使われない。
- はずむ - 尿意・便意を催す。糞尿がいまにも漏れそうである。美作地方では使われない。（例）「こかー便所ねーんか!? さっきからはずんでどうもならんわ」
- やいとおを据える - お灸を据える。転じて、お仕置きをする。美作地方では「*やいとを据える」という。
- 頬玉（ほおだま）を張り回す - 頬を引っぱたく。顔面を張る（顔面を殴るの意味で使うことも）。転じて、お灸を据える、お仕置きをする。美作地方では使われない
- てごーする - 手伝う。
- 駆ける - 「疾走」というより単純に「走る」と同じように使う。美作地方では使われない。（例）「そんなにかけたら転ぶで（そんなに走ったら転ぶよ）」
- まける - こぼれる（自動詞）。（例）水がまけた　（他動詞）では*まいた‐こぼした。（例）「味噌汁まいたんは、誰なら？（味噌汁をこぼしたのは誰？）」
- みてる - 無くなる、分量があるものが尽きる。美作地方では使われない。（例）砂糖がみてた（砂糖がなくなった）
- うだる - 何かがちょっと端から零れる、垂れる、もれるというようなニュアンスで。美作地方では使われない。（例）「醤油のフタがゆるくて口からうだっとる（フタがゆるくて挿し口から醤油が出てきている状態）」
- くぎる - 焦げる。美作地方では使われない。
- 頭を切る - 髪の毛を切る。美作地方では「頭をかる」。
- ほとびる、ほとびさす‐ふやける、ふやけさせる。美作地方では使われない。
- びる、びった - （ギャンブルに負けて）すった。（特に）パチンコで負けてスッカラカンになる。（ただ普通に負けたときも言う）。美作地方では使われない。
- あずる ‐ 寝ている時に動き回る（子供の時など）。美作地方では布団とセットでしか使わず「布団をあずる」=動いて布団をめくる意味でしか使わない。また大人に対しても使う。
- さばる - （子供が親に）しがみつく。強調形は「ひっさばる」。笠岡などではひっぱるの意。
- はしる - (冷感があり)ヒリヒリする。
- よかる - （壁などに背中を当てて）寄りかかる、もたれる。

### 形容詞・形容動詞・副詞
- でーれー - すごい。「どえらい」の転。
- でーろー - すごく、とっても。「どえらく」。「でーれー」の末尾の「ぇ」が「ぉ」に変化した連用形（副詞）。「でーろー言うたった」というふうに動詞を修飾する。連用形で連体形を修飾できるので「でーろーでーれー」という表現も可能。美作地方では使われない。
- ぼっけー - すごい、ものすごい、大きい(「おっきぃ」の転ではないかと推測される)。主には量や程度を現す言葉。備前地方で使われる。（例）「ぼっけー腫れもの」
- ぼっこー - すごく、ものすごく、大きく。「ぼっけー」の末尾の「ぇ」が「ぉ」に変化した連用形（副詞）。（例）「はちー刺されてぼっこー腫れた」（蜂に刺されて大きく腫れた）
- もんげー - ものすごい、とんでもない、常識を超えた。「ものすごい」の転。（「ものすごい」→「ものすげー」→「もんげー」）「ものげー」とも。備前ではあまり使われないが、美作地方で使用されている。
- もんごー - ものすごく、とんでもなく、常識を超えて。「もんげー」の末尾の「ぇ」が「ぉ」に変化した連用形（副詞）。
- ぶち - とっても。主に備後域で使用され「でーれー」とほぼ同等か少し弱めの表現。広島、山口では凄いという意味で使われるが、備前地方ではぶちくらわす、ぶちめぐ、ぶちまわすなど乱暴な言葉に付けて使うことが多い。
- 風がわりー - 格好が悪い、見栄えが悪い、体裁が悪い。転じて、恥ずかしい。「風変わり」とは意味が違い、HHHHFであり、アクセントの違いで区別できる。
- みてる/みける - 無くなる、空になる。他の地方の人は、「満ちる」と勘違いしがち。美作地方では使用されない。（例）「あねーようさんあった桃がはーみてたんか」
- 頭がわりー - 頭が痛いこと。備前地方で使われる。（例）「今日は頭がわりーので休ませてください」
- えらい（えれー） - (1)疲れた状態、（身体的に）つらい様子、 (2)凄い/凄く (3)偉いの二重母音変化。
- 胸糞が悪りー - 腹が立つ
- 仰山 - たくさん。おおむね関西周辺で使用される。
- ちーと - 少なく、少し、ちょっと
- ちょびっと/ちょぼっと/ちょー - 少し、少々。「ちょー」は「ちょっと」の転訛。「ちょびっと/ちょぼっと」は、物理的な量の意味に限定して用いる。現在でも日常的な表現。播州弁とも共通。 「ちょー」は流行語の「超」と同音であるが意味は正反対となっている。両者は微妙にアクセントが異なり、それに加えて文脈のニュアンスで区別・判断する。（例）「ちょー待てー」（ちょっと待って）
- きょーとい（きょーてー） - 恐い。恐ろしい。古語「気疎し」（畏れ多いの意）が変化したもの。
- すわろーしー - 良くない。共通語の「すばらしい」の逆の意。（例）「すわろーしー顔」(元気のない顔)。美作地方では使われない。
- おえん、おえりゃーせん - いけない、だめ。「もうお終いだ」の意の「畢へる」「竟へる」が変化したという説と、「手に負えない」の「負えない」が変化したものとの説がある。（例）「そねーなことーしちゃー、おえん」（そんなことをしてはいけません）、「あいつはおえん奴じゃ」（あいつはダメな奴だ）、「あの会社はもうおえりゃーせんで」（あの会社はもうだめだ）
- なんぼーにも - どうにも。（例）「なんぼーにも、おえりゃーせん」（どうにも、手に負えない）
- ～やこー - ～など、～なんて、～なんか。（例）「桃やこー、岡山じゃ安う買えるで」
- わや、わやくそ - 無茶苦茶。さらにひどい状況時などには「わやくそ」とも。（例）「わやなことゆーたら、おえんで（無茶なことを言っては、だめ）」　美作地方では更に、物や状態がだめになった時も使う。（例）「こりゃ、わやじゃ・・（これは駄目だ）」
- ごじゃ、ござ - 無茶苦茶。「わや」とほぼ同じ意味。「ごじゃくそ」「ござくそ」と表現する場合もある。美作地方では使用されない。
- あねーな、こねーな、そねーな - 順に「あんな、こんな、そんな」の意。関西弁の「あないな、こないな、そないな」に近い。
- あげーな、こげーな、そげーな - 上記同様、順に「あんな、こんな、そんな」の意。雲伯方言の「あげな、こげな、そげな」に近い。
- しわい（しうぇー／しえー） - 食べ物がすっきり噛み切れないこと。肉、スルメ、湿気た煎餅など。転じて、物事がなかなか上手くいかない様、扱いにくい人。美作地方では後者の用法では使われない。
- しぶい　しびー- 物事がなかなか上手くいかない様。大変な様。（例）「しぶいことになっとるのー（大変なことになってるね）」
- どーならん - どうにもならない。手に負えない。「どーなん」とも言う。美作地方では使用されない。
- どねーもならん -「どーならん」と同じ意味。美作地方ではこちらを使用する。
- たいぎい、たいぎな  - 面倒くさい。転じて、疲れたときも用いる。古語の「大儀」が転じたもの。（例）「明日の運動会、たいぎーのー（明日の運動会、面倒くさい）」「あー、たいぎ!（あー、疲れた！）」。また連母音融合でてーげという場合もある。
- ひょんな - おかしな、変わった。美作地方では使用されない。（例）「ひょんなげなカッコじゃのー」
- あらつかな - 荒い。美作地方では使用されない。
- にーな（新な） - 新しい。美作地方では使用されない。
- よー 〜せん - 「とても～できない」。「せん」は、サ変動詞「する」の未然形+打ち消しの助動詞「ん」。古語の「え～ず」の表現に相当。おおむね西日本一帯で使用される。
- やっちもねー、やっち糞もねー - くだらない、つまらない、しょうもない、ろくでもない。（例）「何ゆーとんじゃ。やちもねー!」「やっちもねーこと言うとらんと、早ようしねー」
- くつろぐ - 寛ぐという意味の他、（相手に何かをしてもらった時など）助かった、楽になったという意味でも使う。美作地方では使用されない。（例）「てごしてもろうてくつれえだわ（手伝いをしてもらって助かったわ）」
- なんぼ - 値段を尋ねる時の意味。共通語の「いくら」。「いくら何でも」と共通語で使うように「なんぼ何でも」とも使う。
- ちゃんこ、おっちゃんこ - 「座った状態」の意味。基本的に幼児言葉である。「ちゃんこする」という風に動詞としても使用される。美作地方では使用されない。
- てんでに - バラバラに、それぞれ、各自に等の意。（例）「でんでに取って食べんさい（各自で取って食べなさい）」「てんでに置いとくな（バラバラに置いとくよ）」
- さら - 新しい。岡山弁に限らず、関西以西では広い地域で使われている。この場合、アクセントは皿（さら）とさらになる。
- こまい - 小さい。「こんめぇ」「こんまい」ともいう。

### 名詞
- あんごう - あほ、ばか、たわけもの、ろくでなしの意。元来は公家などが使用していたもの。三重県でも使用。（例）「このおおあんごうが！」
- いら、いらち - せっかちの意。おおむね関西周辺で使用される。
- いら - 毛虫(イラガ様の有毒毛虫)。
- ぶと - 蚋。
- なんば - とうもろこし。滋賀県湖東地方などでもいう。南蛮黍の略。美作地方では使用されない。
- ねき - 近所、近く。美作地方では使用されない。
- べべ - 「服」という意味の幼児言葉。元々は晴れ着、着物、一張羅を意味していたが、現在は服全般を指す場合が多い。
- べべちゃんこ  - 上記同様の幼児言葉であるが、特に「正座」の意味で使用される。美作地方では使用されない。
- ふう - 風体、体裁。（例）「ふうが悪りーのー」
- ほんま - 本当。
- ぶに - 分（ぶん）。分け与えられたもの、わけまえ、わりあて。主に備中南部で使用される。（例）「この皿のケーキは、わしが食べるぶにじゃ」
- かしわ - 老鶏の肉。特に排卵を終えた雌鶏などの肉。
- うったて -  書道で一画を起筆・送筆・収筆にわけた際の「起筆」に当たる、最初に筆を下ろす部分（打立・討立）。
- どんづまり/どんつき - どんづまり＝行き止まり、どんつき＝突き当たり
- はとおじ - カメムシ。ハットウジとも呼ばれる。美作地方では使用されない。
- ガイダ - カメムシ。美作地方で使われることが多い。
- はみ - マムシ。美作地方では使用されない。
- はみ子　 - 仲間はずれにされた人のこと。
- ちゃら字 - 見た目が汚い字。
- ちゃら書き - 走り書き、殴り書きのように適当に書かれることを指す。
- とーちか　‐　アメリカザリガニ。美作地方では使用されない。

### 助詞・副助詞
- じゃ - 「その通り」の意で「そうじゃ」が短縮されたものと思われる。主に備中・美作地方で耳にする。（例）「じゃあじゃあ！（そうそう！※激しい同意で重ねて使う）」
- ばー - ばかり。（例）「そねーに菓子ばー食よーっちゃー、しまいにゃー太るでー？（そんなに菓子ばかり食べてると、しまいには太るよ？）」
- （ん）なら? - 「のか?」大抵は相手に対する強い非難や疑念、怒りや苛立ちの意をこめる時に使われる。（例）「なにょおぐずぐずしょーんなら? はよー支度せにゃーバスに間に合わんで（何をぐずぐずしてるのか？早く支度しないとバスに間に合わないよ）」「何を言いよるんなら？（何を言ってるのか？「言いよるんなら」は「言いよんなら？/よおるんなら？/よんなら？」でも可）。但し「なんしょんなら？（何をしてるの？）」のように、親しい相手との挨拶で使われることも多い。

### 疑問詞
- ～なん - 標準語の「～なの？」という意味。「何なの？」は「なんなん？」となる。テレビ朝日系で土曜日の22時25分から放送している「ノブナカなんなん?」はこれに由来していると思われる。

### その他
- われ/わりゃ - おまえ。感情的になった時に良く使われる。(例)「わりゃ、なにしょんなら？！（おまえ、何やってんだ？！）」
- おどれ/おどりゃー - 「われ/わりゃ」を、ガラを悪くした言い方。かなり感情的になった時によく使われる。(例)「おどりゃー、もっぺんゆーてみーやー？！（おまえ、もう一度言ってみろ？！）」

#### 井笠地方固有の語彙
県西部の井笠地方は歴史的に備後地域（福山弁）との結びつきが大きく井笠地域と連続する備後圏域としてのまとまりが認められ岡山弁と区別される。複数の語彙で井笠地方が頻出地域の東端となり、岡山県内では井笠のみで見られる。
- にゃー - 「無い」の連音化
- ほぼろ - 畚。本来はワラや竹製の農作業用カゴだが現在はプラスチック製も含む。現在ではほぼろ自体が若年層に使われないので高齢者にかぎる。
- はぶてる - むっとして怒る。
- いなげな - 変な、状態の良くない。「彼はいなげな服を着ている。」、「この桃はいなげになった」。
- いたしい - 「難しい」古語の残存。
- えっと；ちいと - 多い；少ない。派生してえっとこと（えっとと同義）、ちいとばあ（ちいとの強調）。
- たちまち - すぐにではなく、とりあえずの意。
- ぼちぼち、ぼとぼと - ゆっくり。
- ～チャッタ。 - 標準語の自分に迷惑をかけると言う非難めいた意味ではなく、尊敬語である。「先生がきちゃった」(先生がおいでになった)。テジャ+尊敬表現から派生したテジャ敬語と呼ばれ中国地方西部に広がっている。
- ～テ(疑問) - 標準語の命令表現ではなくやや尊敬を込めた疑問文(丁寧)である。「明日行って？」(明日行きますか？)
- ノー - 標準語の「ね」に当たる。「キノーノー、ワタシガノー、イッテノー」(昨日ね、私がね、行ってね)。これに派生し、相手に同意を求める標準語の「ですね」に当たる「ノーヤ」も見られる。備中以東では主に「ナー」のみが見られるが笠岡では「ナー」「ノー」が拮抗する[8]。
- しんせえ - してください。

## 岡山弁に関連した人物・作品など
人物
- MEGUMI - 倉敷市出身のタレント、女優。トーク番組でネタとして岡山弁を使用することがある。
- 千鳥 - 笠岡市・井原市出身のお笑いコンビ。岡山弁を多用した漫才を展開。特に大悟は漫才以外でも多用することがある。
- 甲本雅裕 - 岡山市出身の俳優。時折ドラマで、岡山弁丸出しの役を演じることがある。
- 稲葉浩志 - 津山市出身の歌手で、ロックユニット・B'zのメンバー。歌詞に岡山弁の特徴の一つである「ら抜き」「れ足す」が多く見られる。「O.NO.RE」では歌詞に岡山弁を活かしている。
- 甲本ヒロト - 岡山市出身の歌手。ライブ時のMCや、インタビュー等で岡山訛りがかなり見受けられる。自身のプロフィールにも特徴として「岡山訛り」を書いていた時期もある。
- 長門勇 - 倉敷市出身の俳優。映画やドラマで「なんぼーにも、おえりゃーせんのー」などの岡山弁を多用した。金田一シリーズに出演したときも岡山弁を多用する役を務めた。
- 桜井日奈子 - 岡山市出身の女優。バラエティー番組で「あんたのことがでえれぇ好きじゃけぇ」と岡山弁で話している。
- 藤井風 - 里庄町出身の歌手。普段の喋りで岡山弁を多用している（YouTube配信やライブMC、本人のTwitterでよく見られる）ほか、自身の楽曲でも岡山弁を用いて作詞することが多い[9]。
- 中野周平 - 岡山市出身の芸人で、お笑いコンビ・蛙亭のツッコミ担当。まれに岡山弁を多用する。
- 掛橋沙耶香 - 井原市出身のアイドル。乃木坂46のメンバー。ノギザカスキッツで「ちばけとったらおえんで」という岡山弁を多用したコントをする。
- ダッドリー・ボーイズ - かつてECW、WWEなどで活動していたプロレスラーのユニット。WWEに登場後の日本の放送ではなぜか字幕の台詞が岡山弁[10]で翻訳されていた。それはチーム3DとなってWWEを去ってからも、専門誌のインタビュー記事で継承されている。

作品
- 重松清作品
- つらつらわらじ
- 47都道府犬 - 声優バラエティー SAY!YOU!SAY!ME!内で放映された短編アニメ。郷土の名産をモチーフにした犬たちが登場する。岡山県は桃がモチーフの岡山犬として登場し、「こんな大きな桃、直感的に拾うがじゃ!!」などと話す。声優は、岡山県出身の金元寿子が担当している。
- よみがえる空-RESCUE WINGS- - 主人公とその彼女が岡山出身という設定で、普段は標準語だが二人で会う時や帰省時など時折岡山弁が出る。「おえん」をネタに主人公が同僚にからかわれたこともある。
- 妖怪ウォッチ - 作中で「もんげー」などがよく使われる。
- ぼっけえ、きょうてえ（岩井志麻子著）
- でーれーガールズ（原田マハ著）
- ひるね姫 - 倉敷市児島下津井を舞台にした映画。「なんでこんな1日中眠てんじゃろ？」などと岡山弁を多用している。正しくは「眠とんじゃろ」。
- KING OF PRISM -Shiny Seven Stars- - メインキャラクターである高田馬場ジョージと、その幼なじみの津山ミヨが岡山県出身という設定であり、特にミヨは岡山弁を多用する。ミヨの声を岡山県出身の佐藤あずさが、少年時代のジョージの声を倉敷市出身の大本眞基子が演じている。